# Lars Rudolph

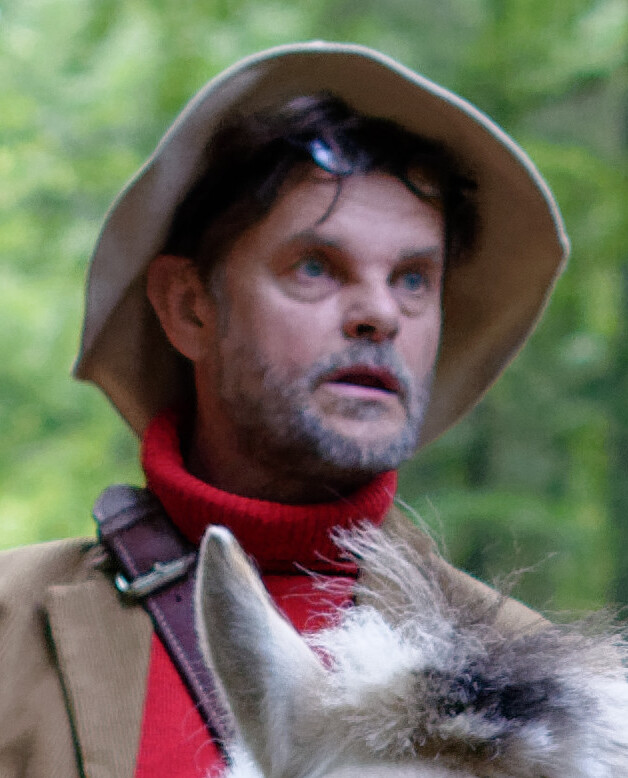
Lars Rudolph bei der Theater-Performance „Wilde Welt Wald“ im Mai 2018

Lars Rudolph (* 18. August 1966 in Wittmund, Ostfriesland) ist ein deutscher Schauspieler, Musiker und Komponist.

## Leben
Lars Rudolph wurde im ostfriesischen Wittmund als einer von vier Söhnen geboren. Die Familie zog häufig um, da sein Vater als Fregattenkapitän der Bundesmarine oft versetzt wurde. Rudolph spielte als Jugendlicher Trompete in einem Blasorchester. Nach dem Abitur studierte Rudolph zunächst Musik an der Universität Oldenburg. 1984 war er Gründungsmitglied der Punk-Jazz-Band KIXX, zu der auch der spätere Komiker und Moderator Wigald Boning gehörte. Der Besuch einer Aufführung der Dreigroschenoper am Theater Kiel weckte seine Theaterbegeisterung und Rudolph brach sein Studium ab um sich der Schauspielerei zuzuwenden. Er absolvierte 1994 ein Intensivstudium am Berliner Theaterstudio 1992 e. V. und besuchte Schauspielkurse, unter anderem bei Susan Batson.
Rudolph ist als Charakterdarsteller in Nebenrollen in Film und Fernsehen bekannt. Er war bislang an über 60 Filmproduktionen beteiligt. 1997 erhielt er für seine Arbeit in Jan Ralskes Not a Love Song den Max-Ophüls-Preis als bester Nachwuchsdarsteller. Daneben war Rudolph an verschiedenen Theatern zu sehen, etwa am Schauspielhaus Zürich, an den Münchner Kammerspiele und an der Berliner Volksbühne. Von 2020 bis 2024 war er festes Ensemblemitglied am Schauspielhaus Hamburg.

## Filmographie
- 1995: Flirt
- 1997: Edgar
- 1997: Not a Love Song
- 1997: Die totale Therapie
- 1998: Go for gold
- 1998: Die Siebtelbauern
- 1998: Lola rennt
- 1998: Fette Welt
- 1998: Der Strand von Trouville
- 1999: Fandango – Members Only
- 1999: Der Krieger und die Kaiserin
- 1999: Heller als der Mond
- 1999/2000: Die Werckmeisterschen Harmonien (Filmfestspiele in Cannes 2000)
- 2000: Die Nichte und der Tod (Fernsehfilm)
- 2000: Sass
- 2000: Die Unberührbare
- 2001: K.af.ka fragment
- 2002: Baby
- 2002: Taxi für eine Leiche
- 2002: 33 Times Around the Sun
- 2002: The Antman
- 2003: Luther
- 2004: Der Wixxer
- 2004: Drei gegen Troja
- 2004: Villa Henriette
- 2004: Les Yeux Clairs
- 2005: Urlaub vom Leben
- 2005: Toy
- 2005: Der Elefant – Mord verjährt nie (Fernsehserie, Folge Das Geheimnis der „MS Katharina“)
- 2005: Bis in den Tod
- 2006: Mein Führer – Die wirklich wahrste Wahrheit über Adolf Hitler
- 2007: Neues vom Wixxer
- 2007: Warum Männer nicht zuhören und Frauen schlecht einparken
- 2007: Auf der anderen Seite
- 2008: Der Brief für den König (De Brief voor de Koning)
- 2008: Nachtschicht – Ich habe Angst
- 2009: Tatort: Häuserkampf
- 2009: Soul Kitchen
- 2010: Wolfsfährte
- 2010: Großstadtrevier (Fernsehserie, eine Folge)
- 2010: Ein Fall für zwei (Fernsehserie, zwei Folgen)
- 2010: SOKO Stuttgart (Fernsehserie, eine Folge)
- 2010: Tatort: Königskinder
- 2010: Tatort: Hauch des Todes
- 2010: Tatort: Wie einst Lilly
- 2011: Nachtschicht – Ein Mord zu viel
- 2011: Faust
- 2011: Hexe Lilli – Die Reise nach Mandolan
- 2012: 2 für alle Fälle – Manche mögen Mord
- 2012: Der Mann, der alles kann
- 2012: Baron Münchhausen (TV-Zweiteiler)
- 2013: Gold
- 2013: Die Frau des Polizisten
- 2014: Götz von Berlichingen (Fernsehfilm)
- 2014: Therapie für einen Vampir
- 2015: Er ist wieder da
- 2015: Einmal Hallig und zurück (Fernsehfilm)
- 2016: Jeder stirbt für sich allein (Alone in Berlin)
- 2016: Schrotten!
- 2016: Das kalte Herz
- 2016: München 7 (Fernsehserie, Folge Deine letzte Chance)
- 2016: Strawberry Bubblegums
- 2017: Rakete Perelman
- 2017: Detour (Fernsehfilm)
- 2017: Die Körper der Astronauten
- 2018: Tatort: Der kalte Fritte
- 2018: Der süße Brei
- 2018: Draußen in meinem Kopf
- 2019: Dead End (Fernsehserie)
- 2020: Letzte Spur Berlin (Fernsehserie, Folge Schuld)
- 2020: Die Chefin (Fernsehserie, Folge Kaltblütig)
- 2022: Polizeiruf 110: Hildes Erbe
- 2022: Mein Lotta-Leben: Alles Tschaka mit Alpaka!
- 2025: Gerry Star – Der (schlechteste) beste Produzent aller Zeiten (Fernsehserie)

## Theater
- 1994: Kühnen 94 oder bring mir den Kopf von Adolf Hitler – Regie: Christoph Schlingensief (Volksbühne Berlin)
- 1996: Straße der Besten – Regie: Christoph Marthaler (Volksbühne Berlin)
- 1997: Genetik Woyzeck – Regie: Peter Meining / Harriet Böge
- 2001–2004: Was ihr wollt – Regie: Christoph Marthaler, Musik: Lars Rudolph, Martin Schütz, Christoph Marthaler (Schauspielhaus Zürich, Gastspiele: Budapest, Berlin, Paris, Rom)
- 2002: In den Alpen – Regie: Christoph Marthaler, Musik: Lars Rudolph, Martin Schütz, Christoph Marthaler (Schauspielhaus Zürich / Münchner Kammerspiele)
- 2004: Epidemic – Regie: Sebastian Baumgarten (Hebbel-Theater Berlin)
- 2004/2005: Solaris – Regie: Peter Meining (Premiere in Dresden – Festspielhaus Hellerau, Gastspiel: Schauspielhaus Hannover, Theaterhaus Zürich)
- 2006: Die Vaterlosen nach Anton Tschechow und Thomas Brasch – Regie: Stefan Pucher (Premiere: Volksbühne Berlin)
- 2013: Hebbels Nibelungen, born to die – Regie Dieter Wedel (Nibelungenfestspielen in Worms)
- 2015: Bad Hersfelder Festspiele – Komödie der Irrungen (Inszenierung: Dieter Wedel)
- 2016: Die Kabale der Scheinheiligen. Das Leben des Herrn de Molière nach Michail Bulgakow – Regie: Frank Castorf (Volksbühne Berlin)
- 2017: Faust von Johann Wolfgang von Goethe – Regie: Frank Castorf (Volksbühne Berlin)
- 2018: Salzburger Festspiele – Hunger (Hamsun)
- 2018: Wilde Welt Wald – Theater Performance von BBM, der Galerie Divan und dem Biosphären‐Reservat Flusslandschaft Elbe (Ferbitzer Forst, Gadow)[4]

## Musik

### Bands
- 1984–1994 und 2004: KIXX: The Hidden Lover (ITM 1986)
- 1985–1992: Stan Red Fox;
- 1995–2005: Ich schwitze nie mit Nicholas Bussmann und Hanno Leichtmann
- 2007: Mariahilff

### Kompositionen
- 1998: Allee der Kosmonauten – Regie: Sasha Waltz, Musik: Lars Rudolph, Hanno Leichtmann
- 2004: Snobby Dim – Regie: Beate Andres, Musik: Ich schwitze nie (Bussmann, Leichtmann, Rudolph), Hörspiel von Frank Becker
- 2005: Prinzessin Wachtelei mit dem goldenen Herzen – Regie: Wolfgang Rindfleisch. Kinderhörspiel von Albert Wendt mit Katie Angerer

## Hörspiele/Hörbücher (Auswahl)
- 1998: Die Hochzeit von Himmel & Hölle von William Blake, Regie: Kai Grehn (Hörspiel – DLR), Edition Minotaurus, ISBN 3-936165-29-7
- 1998: Die Töter von Kai Grehn, Regie: Michael Schlimgen (Hörspiel – WDR)
- 2000: Angstmän von Hartmut El Kurdi, Regie: Klaus-Michael Klingsporn
- 2001: Timbuktu von Paul Auster, Regie: Leonhard Koppelmann
- 2002: Arthur Gordon Pym von Edgar Allan Poe, Regie: Liquid Penguin Ensemble
- 2002: Die Geschichte von Ak & der Menschheit von Jefim Sosulja, Regie: Kai Grehn (Hörspiel – SFB / ORB)
- 2003: Die Reise nach Baratonga von Manfred Zauleck – Regie: Wolfgang Rindfleisch (Kinderhörspiel – DLR Berlin)
- 2004: Snobby Dim von: Frank Becker – Regie: Beate Andres (Hörspiel – DLR)
- 2004: Für eine bessere Welt von Roland Schimmelpfennig, Regie: Leonhard Koppelmann
- 2005: Der Himmel unter Berlin von Jaroslav Rudiš, Regie: Leonhard Koppelmann
- 2005: Mosaik von Klaus Buhlert nach Konrad Bayer
- 2005: Taran und das Zauberschwert (Fflewddur) von Lloyd Alexander – Regie: Robert Schoen (Kinderhörspiel – SWR)
- 2005: Prinzessin Wachtelei mit dem goldenen Herzen von Albert Wendt, Regie: Wolfgang Rindfleisch (MDR)
- 2006: Alethes Soundbeams. Friedhofsgarten Chill Out Mix von Frieder Butzmann
- 2006: An der Arche um Acht von Ulrich Hub, Regie: Andrea Getto
- 2006: Hochhaus von Paul Plamper nach J.G. Ballard
- 2006: Küchenkind von Stéphanie Marchais, Regie: Beatrix Ackers
- 2006: Orpheus' Psykotron von Felix Kubin nach Dino Buzzati
- 2007: Die neunundvierzigste Ausschweifung. Einige Kapitel aus dem nackten Leben von Ror Wolf, Regie: Antje Vowinckel
- 2007: Tommy Thor Bjørn Krebs, Regie: Andrea Getto
- 2008: Abwärtsbunker von half past selber schuld
- 2008: Biribinki Brautprinzessin von Franz Zauleck, Regie: Wolfgang Rindfleisch
- 2008: Fireman singin’  von Matthias Karow, Regie:Jörg Schlüter
- 2008: Tötet den Schiedsrichter von den Gebrüdern Presnjakow (Oleg und Wladimir), Regie: Gabriele Bigott
- 2009: Im Wald da sind die Räuber  von Ulrich Bassenge, Regie: Johannes Mayr
- 2009: Schnuppertag – Gesänge aus dem Land der Discounter von Barbara Eisenmann und Frieder Butzmann
- 2009: Das schwarze Haus von Wolfgang Zander – Regie: Beatrix Ackers (Kinderhörspiel – DKultur)
- 2010: Atemschaukel von Herta Müller, Regie: Kai Grehn (Hörspiel – NDR), Hörbuch Hamburg, ISBN 978-3-89903-697-8
- 2010: Finkbeiners Geburtstag von Hugo Rendler (Radio-Tatort – SWR)
- 2010: It’s your turn von Hugo Rendler – Regie: Martin Zylka (Kriminalhörspiel – WDR)
- 2011: Kuno Kohns Capriccio von Hermann Kretzschmar – Regie: Leonhard Koppelmann, Hermann Kretzschmar (HR / SWR)
- 2011: Der Grausame von Ulrich Bassenge – Regie: Ulrich Bassenge (WDR)
- 2012: Orphée Mécanique von Felix Kubin – Komposition und Realisation: Felix Kubin (BR; CD: intermedium records 2012)
- 2012: Das ist alles. C’est tout von Marguerite Duras, Regie: Kai Grehn (Hörspiel – RBB), Hörbuch Hamburg, ISBN 978-3-89903-892-7
- 2012: Buus Halt Waterloo von Judith Stadlin/Michael van Orsouw – Regie: Regine Ahrem/Judith Stadlin (RBB)
- 2013: Vom Nachteil, geboren zu sein von E. M. Cioran – Regie: Kai Grehn (Hörspiel – SWR)
- 2013: Salome – Die Befreiung einer Theaterfigur von Evelyn Dörr – Regie: Evelyn Dörr (Hörspiel – DLF/RBB)
- 2014: Jonas Jagowvon Michel Decar – Regie: Michel Decar (DKultur)
- 2014: Kinder Adams. Children of Adam von Walt Whitman – Übersetzung und Regie: Kai Grehn (Klangkunst – RB/DKultur/SWR), Hörbuch Hamburg, ISBN 978-3-89903-914-6
- 2014: Pontormos Sintflut von Michael Glasmeier – Realisation und Musik: Frieder Butzmann – (Hörspiel – DKultur)
- 2014: Hugo, der Wolf von Ulrich Bassenge – Regie: Ulrich Bassenge (Hörspiel WDR)
- 2015: Salome – Hohelied einer Dichtung. Eine akustische Choreographie 5.1 von Evelyn Dörr – Regie: Evelyn Dörr (Hörspiel – DLF/RBB)
- 2016: Mu! oder People must be punished von Kai Grehn – Regie: Kai Grehn (Hörspiel – Radio Bremen)
- 2016: Der kleine Prinz von Antoine de Saint-Exupéry – Regie: Kai Grehn (Hörspiel – WDR), Hörbuch Hamburg / Silberfisch, ISBN 978-3-86742-309-0
- 2016: Der Sturm – Theater als Reise zum Menschen. Eine akustische Performance von Evelyn Dörr – Regie: Evelyn Dörr (Hörspiel – RBB)
- 2017: Der goldene Handschuh von Heinz Strunk – Regie: Martin Zylka (Hörspiel – NDR)
- 2020: Das tapfere Schneiderlein von den Brüdern Grimm – Regie: Sebastian Lohse (musikalisches Märchenhörspiel – Wunderhaus Verlag), ISBN 978-3-963720-01-7
- 2020: Der zweite Schlaf nach Robert Harris (Tom Howe; Mr. Keefer) – Regie: Leonhard Koppelmann (Hörspielbearbeitung – HR / Der Hörverlag)

## Auszeichnungen
- 1997: Max Ophüls-Preis, Bester Nachwuchsdarsteller in Edgar
- 1997: Max Ophüls-Preis, Bester Nachwuchsdarsteller in Not a Love Song, Preis der deutschen Filmkritik
- 1998: Bester Hauptdarsteller in Go for gold beim Menorca Filmfestival
- 1998: Deutscher Filmpreis, Nominierung Beste Nebenrolle in Fette Welt
- 1999: Deutscher Filmpreis, Nominierung Beste Nebenrolle in Der Krieger und die Kaiserin
- 2000: Preis für den Besten Hauptdarsteller in Heller als der Mond, Filmfestival in Angers
- 2017: Deutscher Hörspielpreis der ARD – Beste schauspielerische Leistung für die Rolle des Fritz Honka in dem Hörspiel Der goldene Handschuh von Heinz Strunk